# Kyrkomålning

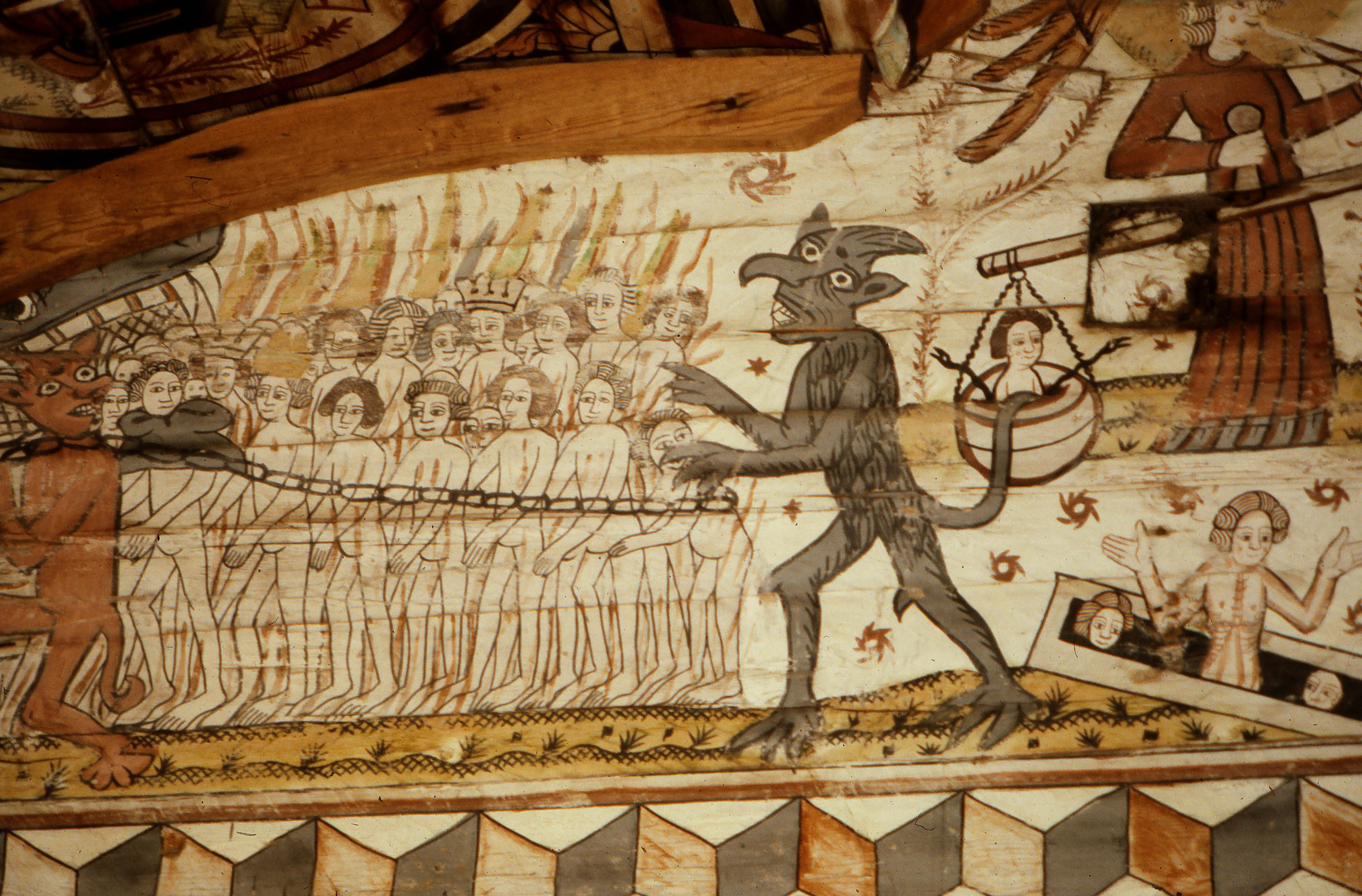
Djävulen och helvetet avmålat i Södra Råda gamla kyrka 1494.

En kyrkomålning eller kyrkmålning är en målning i en kyrkobyggnad. Den som utför arbetet kallas för kyrkomålare.

## Historik i Sverige

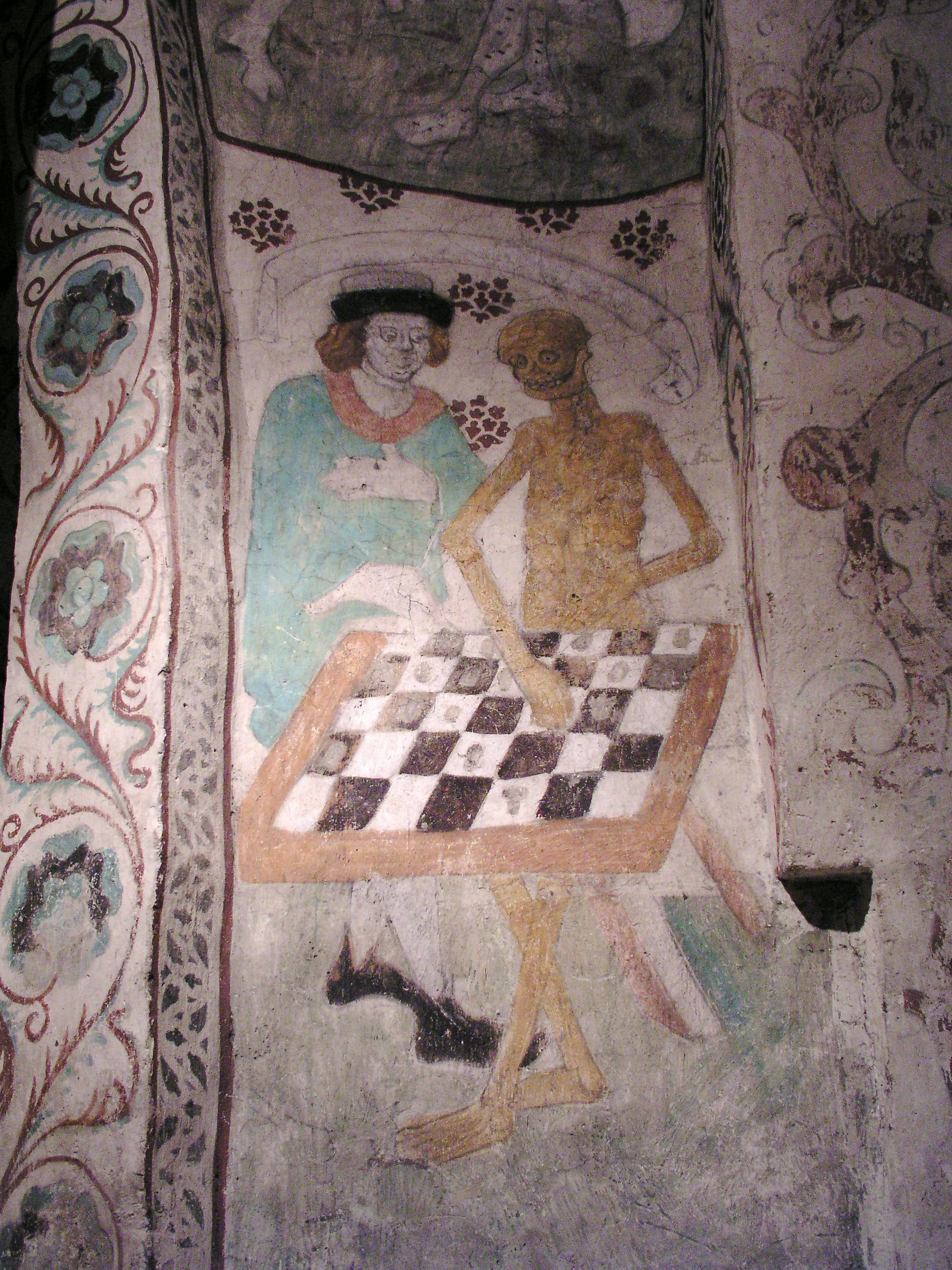
"Döden spelar schack", muralmålning i seccoteknik av Albertus Pictor i Täby kyrka i Uppland från sent 1400-tal.

Fram till reformationen var kyrkan och klostren de klart viktigaste beställarna av måleri, som på den tiden alltid innebar bild- och/eller dekorationsmåleri. Under tidig medeltid målade man på kyrkornas innertak av trä, men av detta finns inte mycket bevarat.
Från omkring mitten av 1200-talet medförde gotikens intåg en ny syn på kyrkobyggnadens utformning. Det gällde inte bara nybyggen, utan många äldre kyrkor byggdes under senare delen av medeltiden om och inreddes enligt de nya idealen. Även kyrkomålningarna genomsyrades nu av gotikens ideal. Jämfört med den föregående romanska stilen, framstår det gotiska muralmåleriet som mindre formbundet, bland annat ses lösare kompositioner som breder ut sig över större, vita bakgrunder, det finns mer rörelse, människor är ofta involverade i handlingar och ges ett bildmässigt större djup med skuggningar än tidigare. Naturinslag blev också vanliga. Kyrkomålningarnas innehåll blev mindre bundet till deras placering inom kyrkan och de fick större spridning över kyrkorummet. De inbjöd nu även till visst engagemang från betraktarens sida och till reflektion, med händelser både ur bibeln och ur vardagligt liv.
Under 1400-talet var Uppland ett centrum för kyrkomåleri. Många kyrkor försågs då med gotiska tegelvalv och interiörerna putsades och målades med kalkfärg. Den mest kände mästaren var Albertus Pictor, och vi känner namnet på ytterligare några få, till exempel Johannes Rosenrod och Johannes Iwan. Många målningar kan inte hänföras till någon speciell målare, men däremot till grupperingar som Mälardalsskolan eller Tierpskolan. 
I och med reformationen drogs det mesta av kyrkans och klostrens tillgångar in till staten, och de ekonomiska resurserna för kyrkomåleri minskade drastiskt. År 1650 infördes en ny lag om sockenstämmor, som hade rätt att ta upp församlingsskatt för att reparera och utsmycka kyrkorna. När församlingarna hunnit samla ihop tillräckliga medel inleddes en ny storhetstid för kyrkomåleriet, denna gång med centrum i Västsverige. Mer än hälften av alla kyrkor i Västergötland, Halland och Bohuslän fick nya målningar under perioden 1720-1785, oftast utförda av målare från Göteborgs målareämbete. Framför allt målade man på kyrkornas innertak av trä, men ofta även på väggarna  och på bänkar, läktare och övrig inredning.
I Mellansveriges äldre kyrkor gav församlingsskatten i stället möjligheten att kalka över de medeltida målningarna och skapa högtidigt vita kyrkorum med inspiration från antiken. Under senare delen av 1700-talet förnyades en mängd kyrkor på detta sätt, samtidigt som de försågs med nya bänkar, orgelläktare och predikstolar som ofta målades som mer eller mindre fri marmorimitation (Marmorering). Från det sena 1800-talet har många medeltida kyrkor restaurerats så att målningarna återigen är synliga, men speciellt de tidiga restaureringarna var ofta ganska okänsliga för den ursprungliga karaktären och kunde tillåta sig ganska stora tillägg.

### Motiv

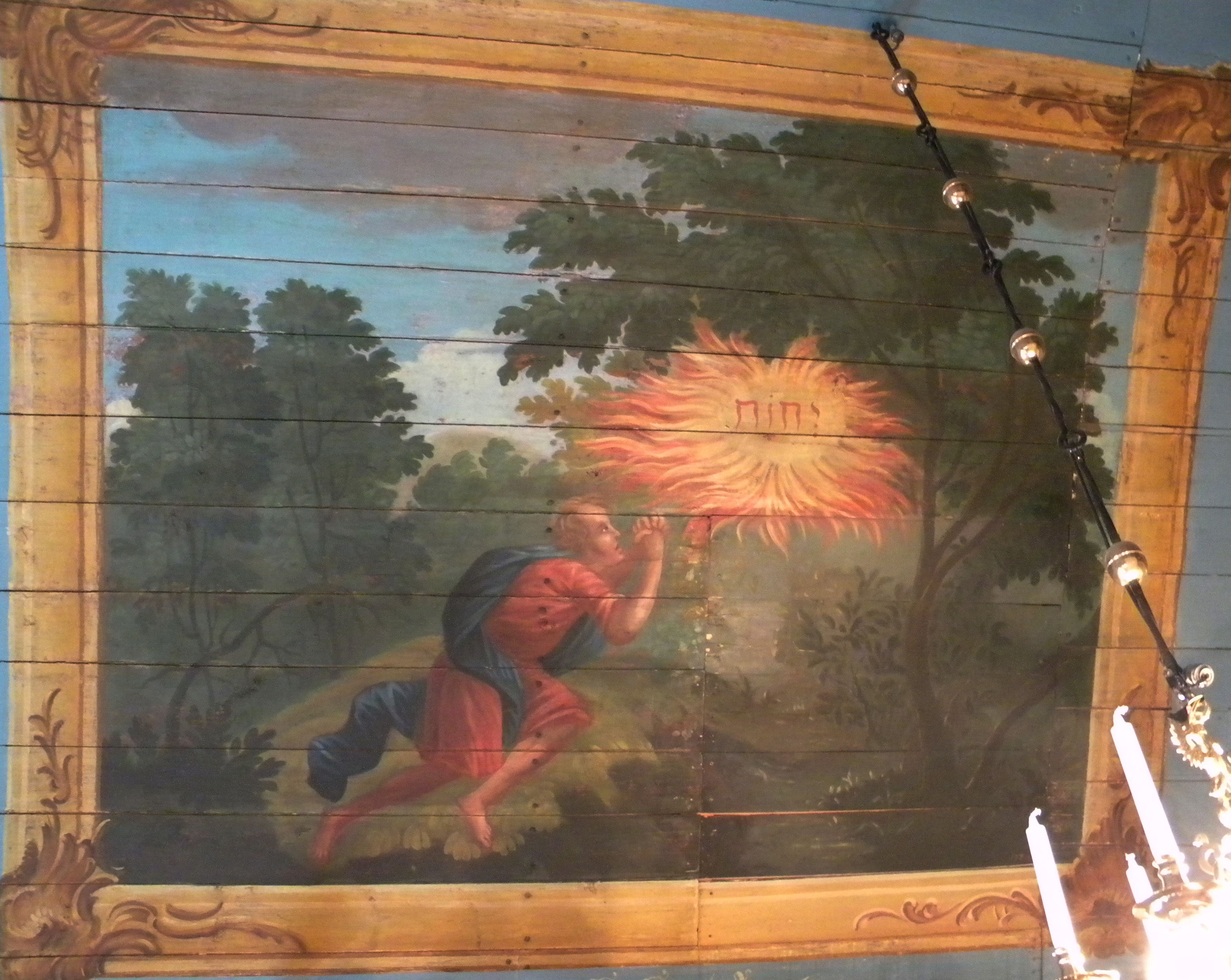
Takmålning från 1770 av Johan Burman i Skepplanda kyrka

Kyrkomålningarna visade ofta bilder. Under medeltiden försökte man ofta skrämmas med motiv på djävulen och helvetet, vilket sedan även fortsatte något bland annat i västra Sverige med motiv från den yttersta domen, och definitivt först upphört under 1800-talet. Att avbilda bibliska händelser var vanligt förekommande. Se exemplet från Skepplanda kyrka som föreställer Mose och den brinnande busken.
Periodvis fanns det dock religiösa invändningar mot att måla bilder. I det senare 1500-talets Södermanland var hertigen, den blivande Karl IX, influerad av reformatorn Calvin, vars lära förbjöd avbildningar i kyrkorummen. Calvinistiskt inriktade präster samlades i Karls hertigdöme och de sörmländska kyrkomålningarna under denna tid blev därför övervägande ornamentala.